# Speakerboxxx/The Love Below
Speakerboxxx/The Love Below è il quinto album discografico del gruppo musicale hip hop OutKast, pubblicato il 23 settembre 2003 dalla LaFace Records negli Stati Uniti.

## Il disco
Etichettato come doppio album, il disco consiste in realtà di due album solisti dei due componenti del gruppo. Speakerboxxx è il progetto solista di Big Boi, ed è principalmente di genere Southern hip hop, mentre The Love Below, è il progetto solista di André 3000, copre diversi stili musicali che vanno dal soul al pop al funk al jazz. Con oltre quindici milioni di copie vendute, l'album è diventato il secondo album hip hop più venduto negli Stati Uniti. Il successo dell'album è stato sostenuto principalmente da due singoli: Hey Ya! e The Way You Move, entrambi numeri uno nella Billboard Hot 100. Inoltre l'album ha vinto un Grammy Award come album dell'anno, secondo album hip hop della storia ad ottenere tale riconoscimento. Nel 2009, NME ha classificato Speakerboxxx/The Love Below alla posizione numero 44 nella sua lista dei migliori album degli anni duemila.

## Tracce

### Speakerboxxx
1. Intro - 1:29
2. GhettoMusick (featuring André 3000) - 3:56
3. Unhappy - 3:19
4. Bowtie (featuring Sleepy Brown & Jazze Pha) - 3:56
5. The Way You Move (featuring Sleepy Brown) - 3:54
6. The Rooster - 3:57
7. Bust (featuring Killer Mike) - 3:08
8. War - 2:43
9. Church - 3:27
10. Bamboo - 2:09
11. Tomb of the Boom (featuring Konkrete, Big Gipp, & Ludacris) - 4:46
12. E-Mac (Interlude) - 0:24
13. Knowing (featuring André 3000) - 3:32
14. Flip Flop Rock (featuring Killer Mike & Jay-Z) - 4:35
15. Interlude - 1:15
16. Reset (featuring Khujo Goodie & Cee-Lo Green) - 4:35
17. D-Boi (Interlude) - 0:40
18. Last Call (featuring Slimm Calhoun) - 3:57
19. Bowtie (Postlude) - 0:34

### The Love Below
1. The Love Below (Intro) - 1:27
2. Love Hater - 2:49
3. God (Interlude) - 2:20
4. Happy Valentine's Day - 5:23
5. Spread - 3:51
6. Where Are My Panties? - 1:54
7. Prototype - 5:26
8. She Lives in My Lap - 4:27
9. Hey Ya! - 3:55
10. Roses (featuring Big Boi) - 6:09
11. Good Day, Good Sir - 1:24
12. Behold a Lady - 4:37
13. Pink & Blue - 5:04
14. Love in War - 3:25
15. She's Alive - 4:06
16. Dracula's Wedding (featuring Kelis) - 2:32
17. The Letter - 0:20
18. My Favorite Things - 5:14
19. Take Off Your Cool (featuring Norah Jones) - 2:38
20. Vibrate - 6:33
21. A Life in the Day of Benjamin André (Incomplete) - 5:11